# Jenčice

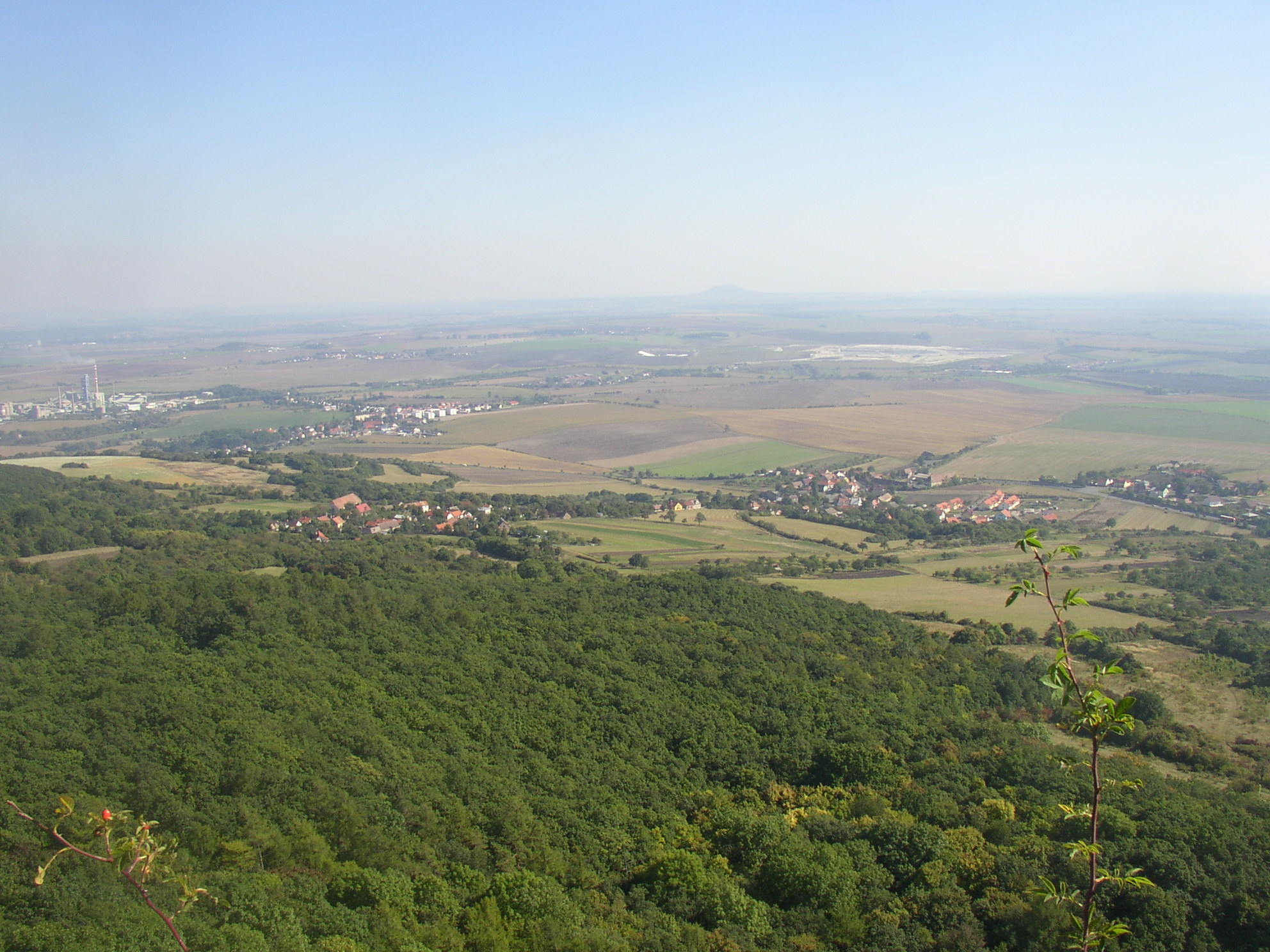
Blick auf Jenčice (rechts) und Košťálov (links beim Wald) von Košťál. Im Hintergrund Čížkovice mit einem Zementwerk (links).

Jenčice (deutsch Jentschitz) ist eine Gemeinde in Tschechien. 

## Geographie
Sie liegt in 227 m ü. M. einen Kilometer nordöstlich der Stadt Třebenice im Böhmischen Mittelgebirge und gehört zum Okres Litoměřice. Südlich des Ortes am Jenčický potok verläuft die Staatsstraße 15. Bei der Ortslage Čertovka grenzt Jenčice an Třebenice, im Osten liegt Čížkovice und im Norden Košťálov. Nordwestlich erhebt sich der steile Feldhang des 481 m hohen Košťál mit der Ruine der Burg Košťálov.

## Geschichte
Bereits 1251 lässt sich ein Stefan von Benešice gemeinsam mit seinem Bruder Pavlík von Sulevice nachweisen. Vermutlich war mit Benešice das Dorf Jenešice gemeint. Als gesichert gilt daher nur die urkundliche Erwähnung als Jenešice vom Jahre 1318. 1408 erwarb die Adelsfamilie von Wchinitz den Ort, der dann bis zu deren Zerstörung zur Burg Kostial gehörte.
Bei Ausgrabungen wurde 1985 bei Jenčice eine jungsteinzeitliche Ansiedlung entdeckt. Im Ort steht ein alter Speierling, der zum Naturdenkmal erklärt wurde.

## Gemeindegliederung
Zur Gemeinde Jenčice gehören die Ortsteile Čertovka und Košťálov (Kostial).